# 진응
진응(陳應, ? ~ 208년)은 《삼국지연의》에만 등장하는 가공 인물로 계양 태수 조범(趙範)의 장수로 비차를 잘 쓰기로 유명하였다.
208년 형주 평정전 당시 유비(劉備)의 장수 조운(趙雲)이 계양으로 쳐들어오자 군사 1000명을 이끌고 맞서 싸웠으나 한순간에 저지당했고 결국 조범(趙範)은 성문을 열어 조운에게 항복하였다.
조운과 조범은 같은 종씨였기 때문에 의형제를 맺으나 번씨의 혼담 얘기를 꺼냈다가, 서로 원수가 되었고 이에 관군교위 포륭(鮑隆)과 함께 조운을 살해하라는 명을 받자, 거짓 항복을 하였으나 발각되어 처형당했다.